# Thierry d'Isembourg (archevêque)
Thierry d'Isembourg (en allemand : Diether von Isenburg, c. 1412 – 7 mai 1482) ou encore Ditrich d'Isembourg fut archevêque de Mayence de 1459 à 1463, et de 1475 à sa mort.

## Biographie
Thierry d'Isembourg, fils de Thierry (en allemand : Diether Ier), est issu de l'illustre maison des comtes d'Isembourg-Büdingen. Il étudie à l'université d'Erfurt, dont il devient recteur en 1434. À l'âge de seize ans, il est fait chanoine de la cathédrale Saint-Martin de Mayence. Un peu plus tard, il perçoit des prébendes dans les chapitres des cathédrales de Cologne et Trèves. En 1442, il devient prévôt dans les églises collégiales Saint-Victor et Saint-Jean à Mayence, en 1446 custode de la cathédrale Saint-Martin de Mayence. En 1456, Thierry aspire au siège vacant de Trèves, mais le siège échoit finalement à Jean II de Bade. 
Après la mort de l'archevêque et électeur de Mayence Dietrich Schenk von Erbach, le 6 mai 1459, Thierry d'Isembourg est élu archevêque de Mayence. Il prend possession de son évêché sans attendre l'approbation, ni du pape, ni de l’empereur. En apprenant que Thierry n'avait pas l'intention de venir à Mantoue, où se tenait un important Concile sur une possible croisade contre les Turcs, le pape Pie II lui fit dire que, s'il voulait une bulle de confirmation et le pallium, il lui fallait venir à Mantoue en personne. Thierry promet alors de comparaître en personne devant la cour papale avant un an et de payer les annates, qui s'élevaient alors à 20 550 florins rhénans. Mais il ne tient pas sa promesse et se voit aussitôt frappé d’une excommunication mineure. Contre l’avis du pape, il convoque une diète à Nuremberg en février 1461. Cette fois, le pape l’excommunie et le dépose le 21 août 1461. 
Le pape nomme à sa place Adolphe de Nassau. Thierry essaye de conserver son siège par les armes (→Conflit ecclésiastique de Mayence), mais il est contraint de céder en octobre 1463. Après la fin du conflit et la conclusion de la Paix de Zeilsheim en octobre 1463, l'archevêque de Mayence déchu, Thierry est doté d'un petit comté, avec les villes de Höchst, Steinheim et Dieburg : il s'installe dans le château de Höchst. Après sa soumission au nouvel archevêque, il obtient le pardon du Pape. Le 6 septembre 1475, Thierry est de nouveau élu archevêque de Mayence et reçoit cette fois l'approbation pontificale et l'approbation impériale. Il érige alors une nouvelle résidence archiépiscopale à Mayence, le Martinsburg, et fonde en 1477 l'Université de Mayence.
À sa mort en 1482, il est enterré dans la cathédrale de Mayence.